# Xanthorhoe
Xanthorhoe là một chi bướm đêm thuộc họ Geometridae.

## Các loài tiêu biểu
- Xanthorhoe abrasaria
- Xanthorhoe algidata (Möschler, 1874) (đồng nghĩa: Xanthorhoe dodata Cassino và Swett 1920)
- Xanthorhoe anaspila Meyrick, 1891
- Xanthorhoe baffinensis (Mcdunnough)
- Xanthorhoe biriviata Borkhausen, 1794
- Xanthorhoe decoloraria (Esper, 1806)
- Xanthorhoe designata Hufnagel, 1767
- Xanthorhoe ferrugata Clerck, 1759
- Xanthorhoe fluctuata
- Xanthorhoe iduata (Guenee)
- Xanthorhoe labradorensis (Packard)
- Xanthorhoe lacustrata (Guenee)
- Xanthorhoe montanata
- Xanthorhoe munitata (Hubner)
- Xanthorhoe quadrifasciata (Clerck, 1759)
- Xanthorhoe ramaria (Swett và Casino)
- Xanthorhoe semifissata Walker, 1862
- Xanthorhoe spadicearia Denis & Schiffermüller, 1775
- Xanthorhoe vidanoi

## Hình ảnh

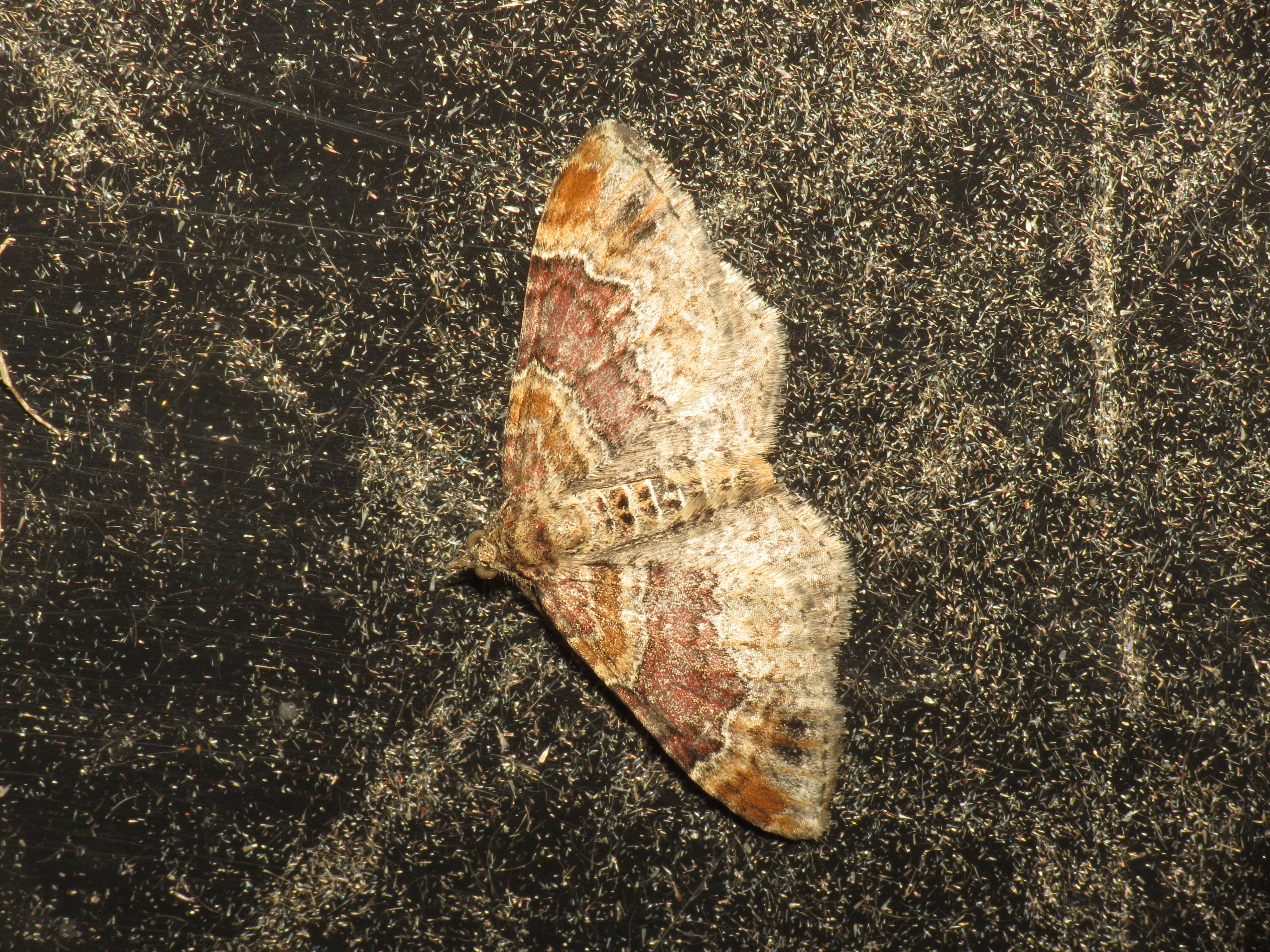